# El Morro Visitor Center
L'El Morro Visitor Center est un office de tourisme américain dans le comté de Cibola, en Nouveau-Mexique. Situé au sein de l'El Morro National Monument, il est géré par le National Park Service.
Le bâtiment originel est construit en 1939 dans le style rustique du National Park Service. Il sert alors d'habitation à la direction de l'aire protégée. Il ne prend son apparence actuelle que dans le cadre de la Mission 66 quand l'existant est incorporé à un édifice beaucoup plus vaste dessiné par Cecil J. Doty et livré en 1964.